# White-Westinghouse
White-Westinghouse è un marchio di elettrodomestici di proprietà della CBS Corporation.

## Storia
Westinghouse entrò nel settore degli elettrodomestici quando acquistò la Copeman Electric Stove Company nel 1917; la sede di produzione fu così trasferita da Flint a Mansfield. La Copeman produsse la sua prima cucina elettrica nel 1914. La cucina elettrica era stata inventata da Thomas Ahearn nel 1892.
L'azienda moderna venne fondata nel 1975 quando la White Consolidated Industries acquistò la divisione degli elettrodomestici bianchi della Westinghouse Electric Corporation. La White Consolidated Industries fu successivamente acquisita dalla Electrolux Group nel 1986.
A metà degli anni novanta fu concesso l'uso del marchio White-Westinghouse alla catena statunitense Kmart. L'accordo di uso del marchio fu concesso da Windmere-Durable Holdings, Salton/Maxim Housewares e New M-Tech Corp., in licenza da Westinghouse Electric. I televisori rimarchiati furono prodotti dalla Daewoo. La concessione venne dissolta agli inizi degli anni 2000.
Dal 2006 la Electrolux fabbrica elettrodomestici a marchio White-Westinghouse.

## Innovazioni
- anni trenta: frigorifero con unità di refrigerazione sigillato, condizionatore d'aria domestico, lavastoviglie portatile.
- 1939: lavatrice automatica non inchiodata a terra.
- anni cinquanta: frigoriferi auto-defrost.